# 2024年环西自行车赛
2024年环西自行车赛是第79届环西自行车赛，于2024年8月17日至9月8日进行，此次比赛是2024年UCI世界巡回赛的其中一站比赛。完整的比赛路线于2023年12月中旬公布，比赛共分为21个赛段，前3个赛段在葡萄牙进行，起点位于里斯本，这是环西历史上第五次在西班牙境外出发，余下18个赛段均在西班牙进行，终点位于马德里。
共有22支队伍获得参赛资格，其中18支UCI世界车队直接获得资格，2支在2023年UCI职业车队排名中位列前二的队伍，以及另外2支西班牙UCI职业车队同样获邀参赛。最终来自红牛-博拉-汉斯格雅车队的普里莫日·羅格里奇以81小时49分18秒的成绩，获得个人第四个环西自行车赛总冠军，并与Roberto Heras并列成为获得该赛事总冠军最多的车手。来自迪卡侬-AG2R雪铁龙车队的Ben O'Connor以2分36秒之差获得亚军，这是他首次获得三大自行车环赛的总成绩前三。移动之星车队队员Enric Mas则以3分13秒之差获得第三名。